# Kittery
Kittery è una città degli Stati Uniti d'America, nella contea di York, nello Stato del Maine. La popolazione era di 9.543 abitanti nel censimento del 2000. Kittery fu fondata nel 1647.